# Ro-58
Ro-58 — підводний човен Імперського флоту Японії.
Корабель, який спорудили у 1922 році на корабельні компанії Mitsubishi в Кобе, належав до підтипу L3 (він же тип Ro-57) типу L.
Перебіг всієї служби Ro-58 відбувався у 6-й дивізії підводних човнів, яка з кінця 1926-го належала до військово-морського округу Йокосука.
З 1 квітня 1939-го корабель виконував функцію навчального, при цьому з 1 листопада 1941 по 15 січня 1943-го перебував у військово-морському окрузі Куре, після чого повернувся до округу Йокосука.
15 травня 1945-го Ro-58 виключили зі списків ВМФ, після чого його корпус використовували в Содосімі (Внутрішнє Японське море) для тренувань.
У 1946-му корпус колишнього Ro-58 здали на злам.